# Oliva bifasciata
Oliva bifasciata is een slakkensoort uit de familie van de Olividae. De wetenschappelijke naam van de soort is voor het eerst geldig gepubliceerd in 1878 door Kuster.